# Phúc lợi động vật

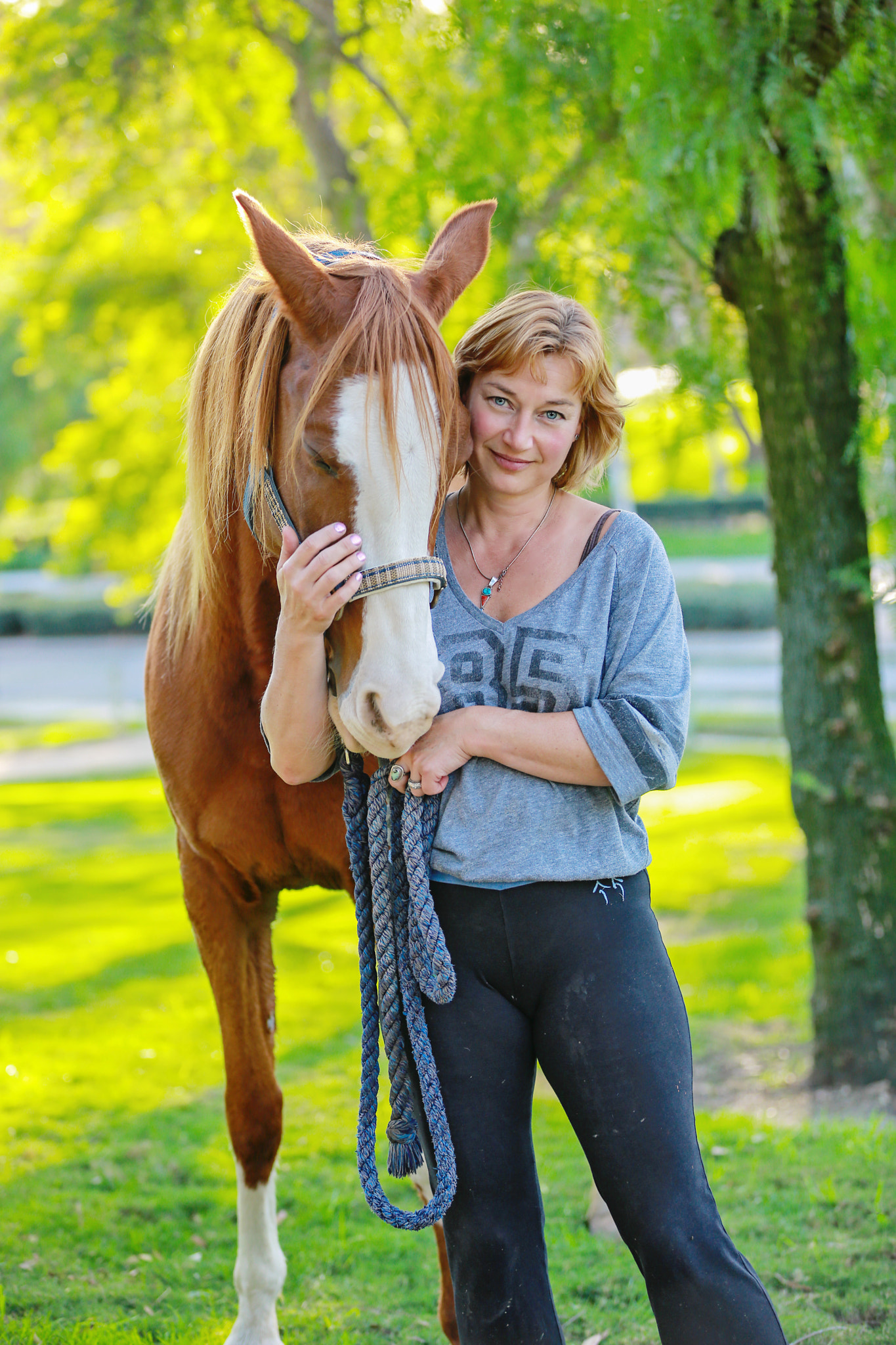
Chăm sóc cho ngựa thể hiện tình cảm gắn kết với động vật

Phúc lợi động vật hay quyền lợi động vật (tiếng Anh: Animal welfare) theo nghĩa chung nhất là một thuật ngữ đảm bảo trạng thái tốt (well-being) về thể chất và tinh thần của con vật, đó còn là việc đối xử tốt với động vật để con vật có trạng thái tốt, tránh những đau đớn không đáng có cho dù con vật đó là vật nuôi làm thực phẩm, công cụ sản xuất, thú cưng, hay động vật hoang dã bị nuôi nhốt hay kể cả việc giết mổ.

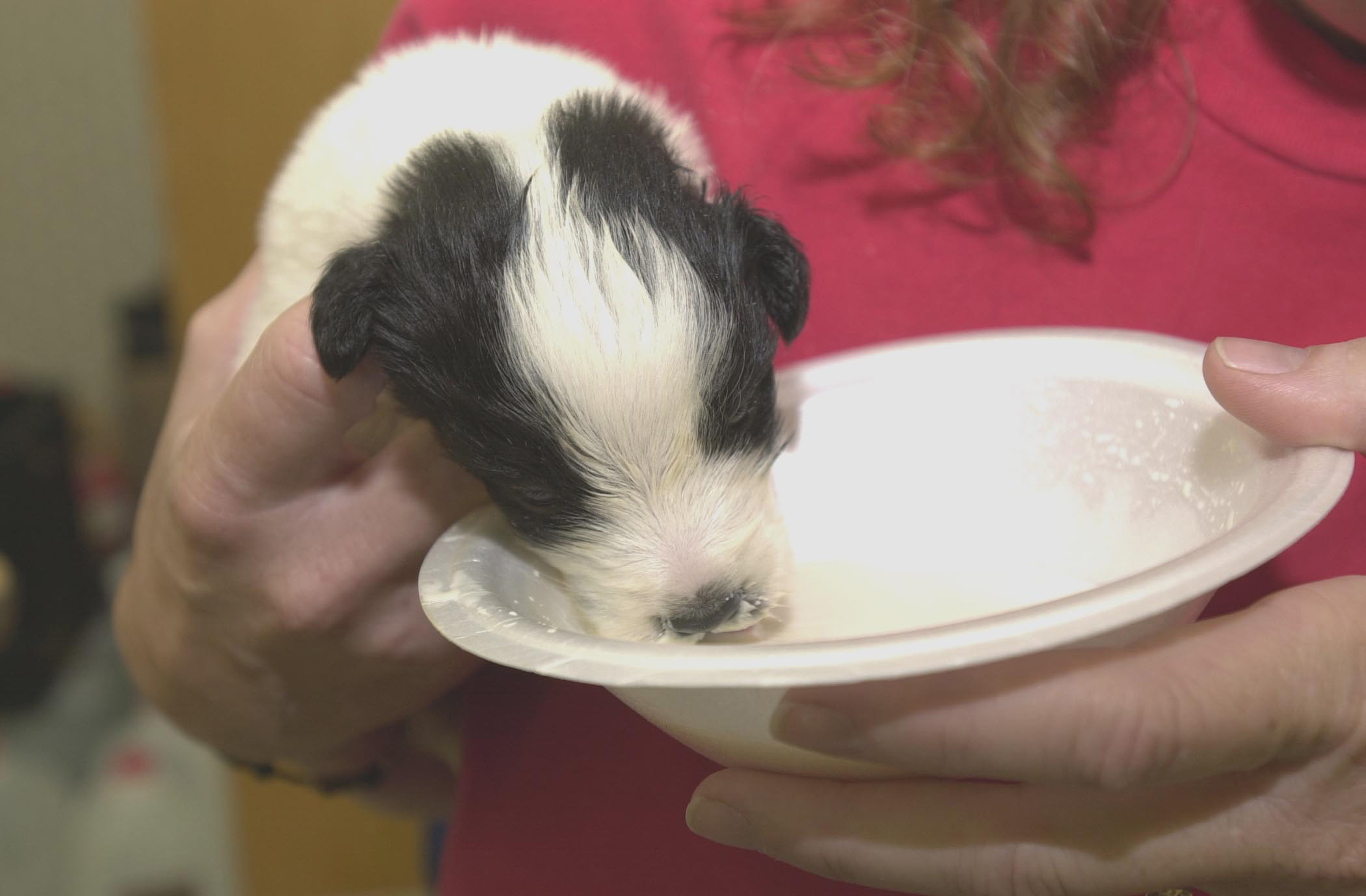
Một chú chó con bốn tuần tuổi, tìm thấy bên đường sau lũ lụt ở Tây Virginia, Hoa Kỳ, được cho ăn tại một nơi trú ẩn của Dịch vụ Cứu hộ Động vật Khẩn cấp ở Công viên Bang Twin Falls.

Thuật ngữ phúc lợi động vật cũng có nghĩa là mối quan tâm của con người đối với quyền động vật hoặc về đạo đức đối xử với động vật và các quyền động vật. Chúng được đo bằng thái độ đối với việc sử dụng động vật. Có năm tiêu chí đảm bảo phúc lợi động vật:
- Không bị đói khát
- Không bị khó chịu cả về thể chất và tinh thần
- Không bị đau đớn, thương tật, bệnh tật
- Không bị sợ hãi và lo lắng
- Tự do thể hiện các hành vi bản năng

## Khái yếu
Hệ thống quyền động vật có thể dựa trên nhận thức rằng các động vật không phải là con người (non-human), cần phải được xem xét, đặc biệt là khi chúng được sử dụng bởi con người. Những mối quan tâm bao gồm động vật bị giết dùng cho thực phẩm, hoặc được sử dụng cho nghiên cứu khoa học. Làm thế nào chúng được lưu giữ như là vật nuôi, và làm thế nào để các hoạt động của con người không ảnh hưởng đến sự sống còn của các loài có nguy cơ tuyệt chủng. Động vật là đối tượng được quan tâm trong một số nền văn minh cổ xưa, quyền lợi động vật đã bắt đầu trong chính sách công của các nước phương Tây từ thế kỷ 19 như ở nước Anh. Ngày nay chúng cũng là trọng tâm của các hoạt động trong lĩnh vực khoa học thú y, đạo đức, và trong các tổ chức phúc lợi động vật.
Hiện nay thuật ngữ phúc lợi động vật còn có thể diễn đạt bởi nhiều định nghĩa khác nhau.
- Theo Tổ chức Động vật châu Á: Phúc lợi động vật tức là con vật đó không bị đói khát, Không bị khó chịu cả về thể chất và tinh thần: Không bị đau đớn, thương tật, bệnh tật, Tự do thể hiện các hành vi bản năng; Không bị sợ hãi và lo lắng.[8] Trong tiếng Việt, đây là một thuật ngữ du nhập tương đối mới do đây là khái niệm mới được du nhập vào Việt Nam nên khái niệm "animal welfare" đang tồn tại nhiều cách hiểu và cách dịch khác nhau.

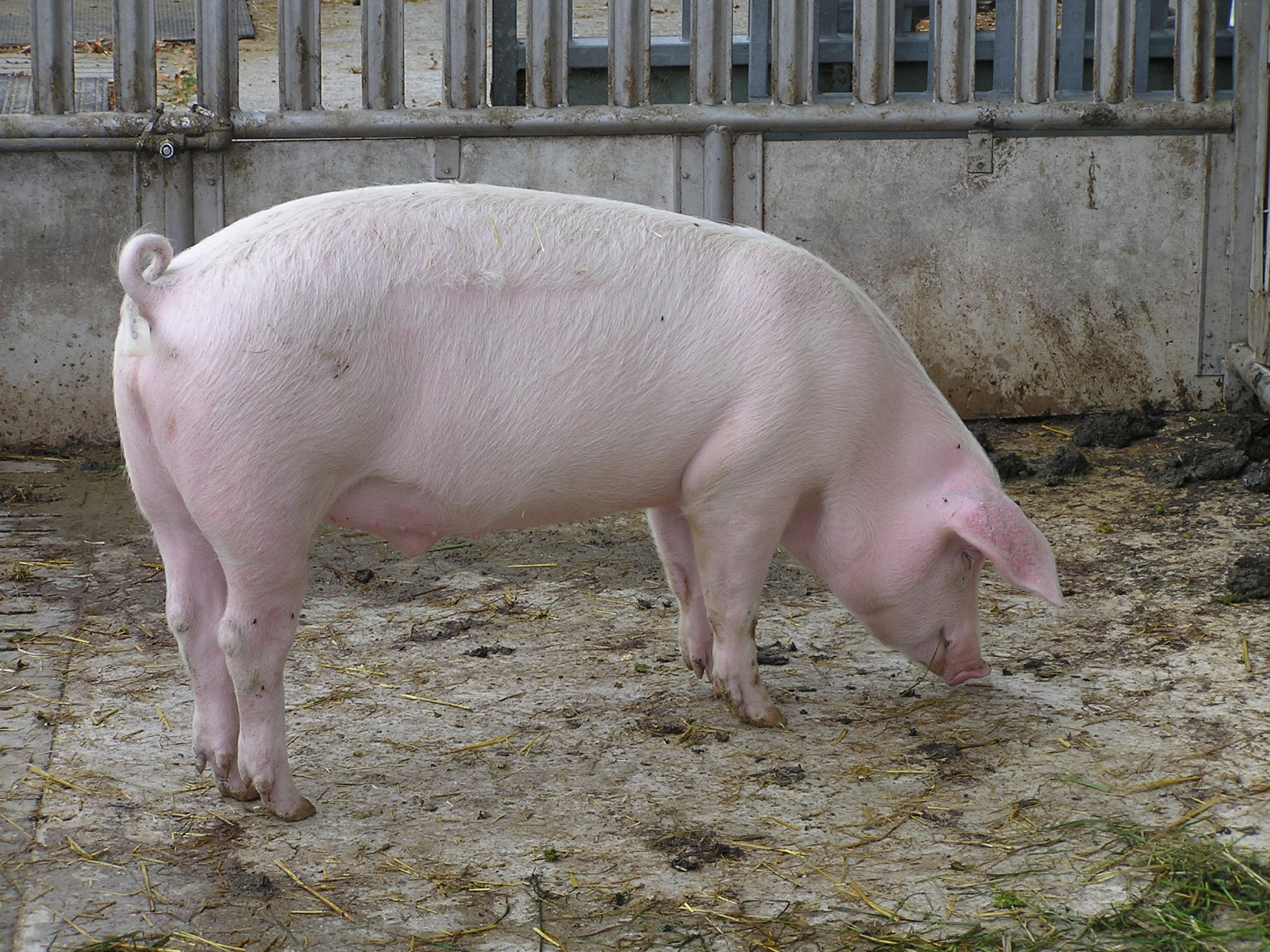
Một con heo đang được cho ăn, quyền được ăn uống là một trong những điều kiện cơ bản của phúc lợi động vật

- Chương trình WSPA Việt Nam dịch khái niệm "animal welfare" là phúc lợi động vật. Tuy nhiên, có ý kiến cho cho rằng, dịch khái niệm animal welfare là phúc lợi động vật thì không chuẩn xác vì khi nói tới phúc lợi người ta thường nói tới một quyền lợi trong tổ chức tập thể nào đó.[6]
- Đại diện Cục thú y Việt Nam cho rằng, khái niệm "animal welfare" nên được dịch là quyền lợi động vật và trong Dự thảo Luật thú ý cũng đã đưa khái niệm "quyền lợi động vật" vào và đây được coi như khái niệm sử dụng chính thức trong văn bản pháp luật một khi luật được ban hành.[6]
- Theo Nguyễn Xuân Trạch, Đại học Nông nghiệp Hà Nội thì phúc lợi động vật thể hiện con vật có sức khoẻ tốt, lanh lợi, có khả năng thích ứng với môi trường sống và được thoải mái thể hiện các tập tính đặc trưng của loài. Phúc lợi động vật tốt đòi hỏi có sự phòng bệnh tốt, có chuồng trại phù hợp, được chăm sóc, nuôi dưỡng tốt, được đối xử và giết thịt một cách nhân đạo.[4]
- Trong Từ điển thú y, quyền động vật được định nghĩa là "tránh lạm dụng và khai thác động vật của con người bằng cách duy trì các tiêu chuẩn thích hợp như cho ăn, chỗ ở và chăm sóc nói chung, phòng ngừa, điều trị bệnh và bảo đảm tự do không bị quấy nhiễu, và không cần thiết gây khó chịu và đau đớn.[9]
- Donald Broom định nghĩa phúc lợi của động vật là trạng thái của chúng liên quan đến nỗ lực của chúng để đối phó với môi trường, bao gồm chúng phải làm gì để đối phó. Phúc lợi sẽ thay đổi một cách liên tục từ rất tốt đến rất nghèo và các nghiên cứu về phúc lợi sẽ có hiệu quả nhất nếu được sử dụng một loạt các biện pháp[10] John Webster criticized this definition for making "no attempt to say what constitutes good or bad welfare.".[11]
- Ng Yew-Kwang định nghĩa quyền động vật về kinh tế phúc lợi: Phúc lợi sinh học là nghiên cứu sinh vật sống và môi trường của chúng đối với phúc lợi của chúng (được định nghĩa là hạnh phúc, hoặc thưởng thức trừ đau đớn). Mặc dù có những khó khăn của việc xác định và đo lường phúc lợi liên quan đến vấn đề văn bản quy phạm pháp luật, phúc lợi sinh học là một khoa học tích cực.[12]

Có hai hình thức của các khái niệm về quyền lợi động vật. Một là khẳng định rằng động vật không có ý thức và do đó không thể để trải nghiệm phúc lợi. Mặt khác là dựa vào quyền động vật rằng động vật không nên được coi là tài sản và bất kỳ việc sử dụng động vật của con người là không thể chấp nhận được. Một số chính quyền do đó xử lý phúc lợi động vật và các quyền động vật như hai vị trí đối lập. Theo đó, một số những người ủng hộ quyền động vật cho rằng nhận thức về quyền lợi độngvật tốt hơn sẽ tạo điều kiện khai thác tiếp tục và gia tăng giá trị của động vật. Trong đạo đức động vật, thuật ngữ phúc lợi động vật thường có nghĩa là đối xử tốt với động vật (welfarism).

## Lịch sử

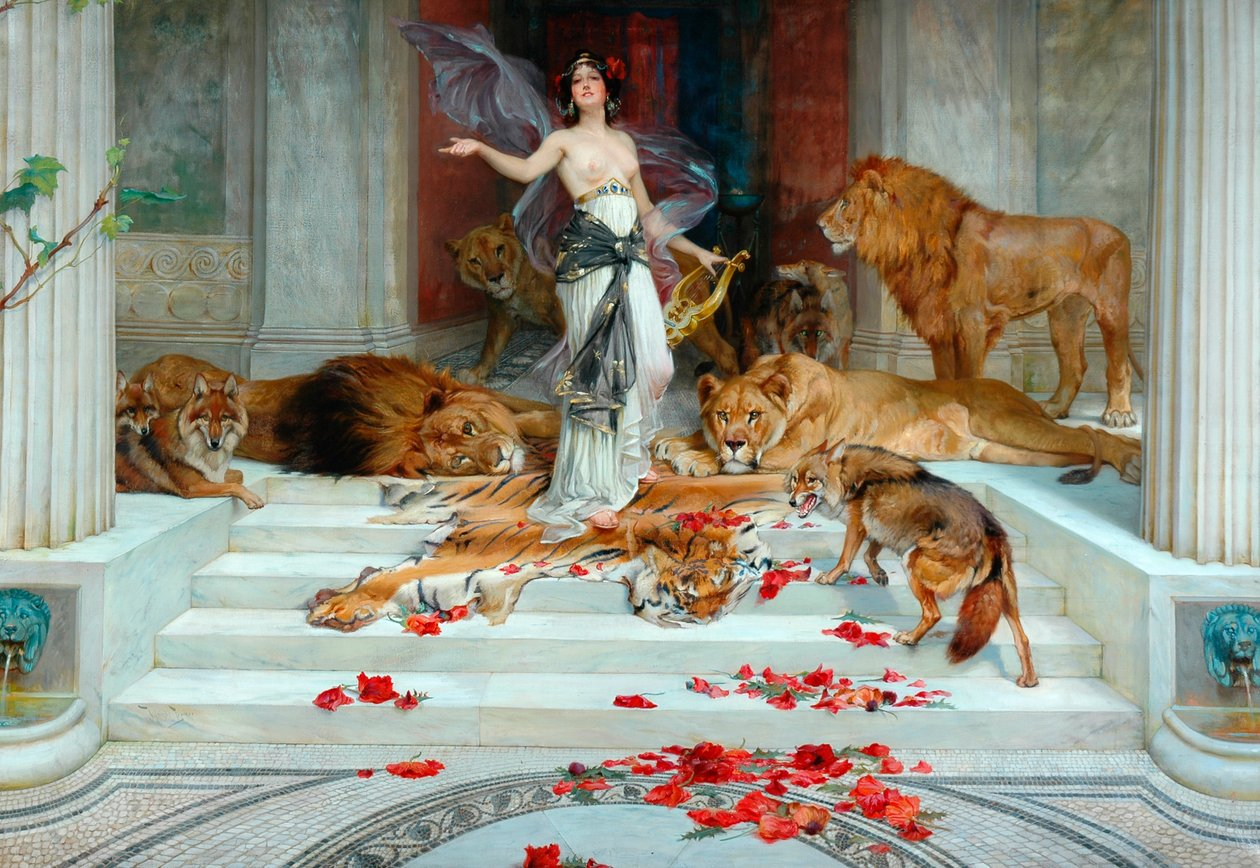
Họa phẩm về sự hòa đồng giữa con người và muông thú

Có hệ thống mối quan tâm cho các loài động vật có thể phát sinh trong nền văn minh sông Ấn (Indus Valley) là sự trở lại tổ tiên từ động vật, và rằng con vật được giết chết với sự tôn trọng như một con người. Niềm tin này được minh họa trong các tôn giáo hiện có, Jainism và các tôn giáo khác của Ấn Độ. Các tôn giáo khác, đặc biệt những người có nguồn gốc tôn giáo Abraham, đối xử với động vật là tài sản của chủ sở hữu của họ, hệ thống hóa các quy tắc cho việc chăm sóc và giết mổ, dự định để hạn chế đau đớn dưới sự kiểm soát của con người.
Ngay từ đầu năm 1822, Richard Martin đã trình một dự luật thông qua Quốc hội về cấm đối xử vô nhân đạo với gia súc, ngựa và cừu. Các phương pháp tiếp cận phúc lợi xã hội đối với động vật phảicó đạo đức con người và hành vi nhân đạo. Martin là một trong những người sáng lập của tổ chức phúc lợi động vật đầu tiên của thế giới, Hội Phòng chống ngược đãi thú vật (SPCA) vào năm 1824. Năm 1840, Nữ hoàng Victoria đã xây dựng xã hội phước lành của mình. Xã hội dựa vào sự đóng góp của các thành viên để sử dụng mạng lưới thanh tra, để xác định những người lạm dụng, thu thập chứng cứ, và báo cáo cho các cơ quan có thẩm quyền.
Tuy nhiên, tiến bộ đáng kể trong quyền động vật đã không diễn ra cho đến cuối thế kỷ 20. Trong năm 1965, chính phủ Anh ủy thác điều tra dẫn đầu bởi Giáo sư Roger Brambell về phúc lợi của động vật nuôi. Trên cơ sở báo cáo của Giáo sư Brambell, chính phủ Anh thành lập Ủy ban Cố vấn phúc lợi (Animal Farm) vào năm 1967, đã trở thành Hội đồng phúc lợi vào năm 1979. Hướng dẫn của Ủy ban là giới thiệu các quyền tự do động vật gồm "đứng lên, nằm xuống, quay lại, duỗi dài của chúng".
Các hướng dẫn đã được xây dựng bao gồm:
- Tự do khỏi khát và đói bằng cách sẵn sàng tiếp cận nước sạch và chế độ ăn uống để duy trì sứckhỏe và sinh lực.
- Tự do khỏi sự khó chịu bằng cách cung cấp một môi trường thích hợp bao gồm cả chỗ ở vàmột khu vực nghỉ ngơi thoải mái.
- Tự do khỏi sự đau đớn, thương tích, và bệnh bằng cách phòng ngừa hoặc chẩn đoán và điều trịnhanh chóng.
- Tự do thể hiện hành vi bình thường bằng cách cung cấp đủ không gian, cơ sở phù hợp và loại hình riêng của động vật.
- Tự do khỏi nỗi sợ hãi và đau đớn bằng cách bảo đảm các điều kiện và điều trị, tránh tổn thất về tinh thần.

Một số tổ chức phúc lợi động vật đã vận động để đạt được một Tuyên bố chung về quyền động vậttại Liên Hợp Quốc. Về nguyên tắc, bản Tuyên bố kêu gọi Liên Hợp Quốc công nhận động vật là chúng sinh, có khả năng trải qua đau đớn và sợ hãi, và nhận ra rằng quyền lợi động vật là một vấn đề quan trọng như một phần của sự phát triển xã hội của các quốc gia trên toàn thế giới. Chiến dịch đạt được phối hợp bởi Hiệp hội Thế giới bảo vệ động vật, với một nhóm nòng cốt làm việc bao gồm cả Hội Tình thương canh tác thế giới, và Hội Nhân đạo quốc tế.

## Vai trò
Vai trò của phúc lợi động vật đối với cuộc sống của con người có tác động lớn. Phúc lợi động vật là cực kỳ cần thiết cho sự phát triển bền vững, nhất là tại những quốc gia nông nghiệp Cải thiện các tiêu chuẩn về phúc lợi động vật sẽ không chỉ tốt cho động vật mà còn tác động tích cực đến an ninh lương thực, sức khỏe cộng đồng và đa dạng sinh học. những thách thức nan giải nhất trên toàn cầu như an toàn và an ninh lương thực, bệnh tật, phát triển kinh tế và biến đổi khí hậu có thể được giải quyết khi đối xử nhân đạo của con người với động vật là một phần thiết yếu của giải pháp cho những vấn đề nói trên. Động vật, con người và môi trường thiên nhiên có mối quan hệ mật thiết với nhau. Do vậy, đảm bảo phúc lợi động vật có nghĩa là chúng ta chăm lo cho môi trường sống, tai nguyên đa dạng sinh học và xã hội loài người. vật nuôi là nguồn thực phẩm, sinh kế, công cụ sản xuất. Đảm bảo phúc lợi trong chăn nuôi sẽ giúp người dân tăng khả năng ứng phó và phục hồi sau thiên tai tốt hơn.
Có mối liên hệ giữa việc đối xử tàn ác với động vật và hành vi bạo lực ở người. Theo khảo sát trong tổng số 117 tù nhân, 63% tội phạm thuộc nhóm có xu hướng bạo lực từng có hành vi ngược đãi động vật so với tỷ lệ chỉ 11% ở nhóm không có xu hướng bạo lực, trong tổng số 72 phụ nữ tại các nhà tạm trú dành cho phụ nữ bị bạo lực gia đình (nhà tạm lánh), thì 88% số người cho biết từng chứng kiến việc ngược đãi động vật. Hành vi tàn ác đối với động vật là một trong những phép kiểm tra được Cục điều tra Liên bang của Hoa Kỳ (FBI) thực hiện nhằm đánh giá mức độ nguy hiểm của các tù nhân.
Ngoài ra, về cơ chế giết mổ thì động vật bị đánh đập, thịt sẽ kém ngon hơn, động vật tiết ra những chất làm tăng hoặc giảm mạnh nồng độ axit trong thịt dẫn đến chất lượng thịt kém. Khi bị giết thịt, chúng sẽ trải qua cảm giác đau đớn. Đồng nghĩa, chúng sẽ tiết ra chất độc ở trong thịt mà khi ăn thịt đó, con người cũng đồng thời ăn cả chất độc này. Những con lợn bị đánh đập nhiều trước khi giết mổ sẽ tiết ra chất có hại làm giảm chất lượng thịt, thời gian bảo quản thịt không được lâu. Kể cả ở những gia cầm như gà, vịt, ngan, ngỗng cũng như vậy, nhiều nước trên thế giới, người ta cố gắng tạo những điều kiện sống tốt nhất cho động vật được thoải mái để tránh những chất có hại trong thịt của chúng. Việc giết thủ công như chọc tiết cho lợn kêu rống lên thì không thể có chất lượng thịt cao.
Động vật khi bị căng thẳng, bị đánh đập hành hạ thì nồng độ axit trong thịt sẽ tăng lên, theo đó làm giảm chất lượng thịt. Ở một số con vật thì lại có phản ứng ngược lại là nồng độ axit xuống quá thấp, điều này cũng ảnh hưởng đến việc bảo quản thịt. Axit quá cao hoặc quá thấp sẽ làm thịt càng nhanh hỏng, ăn không ngon. Về hình thức, thịt sẽ trở nên nhão, màu sẫm tối. Bởi thế mà trước khi đem đi giết thịt 48 tiếng, về nguyên tắc là người ta phải đưa động vật vào nơi nghỉ ngơi với điều kiện thoải mái. Khi giết thịt, phải tiến hành giết rất nhanh và tuân thủ đúng quy trình giết thịt. Theo quan điểm Phật giáo thì trong cơn đau đớn quằn quại, khiếp đảm, tức giận khi bị giết, cơ thể con vật diễn ra những biến đổi như ttiết ra những chất chống đối. Chất độc này sẽ lan tỏa khắp cơ thể, giữ lại trong từng mạch máu, đường gân, thớ thịt của chúng và gây hại cho người ăn.

## Biểu hiện

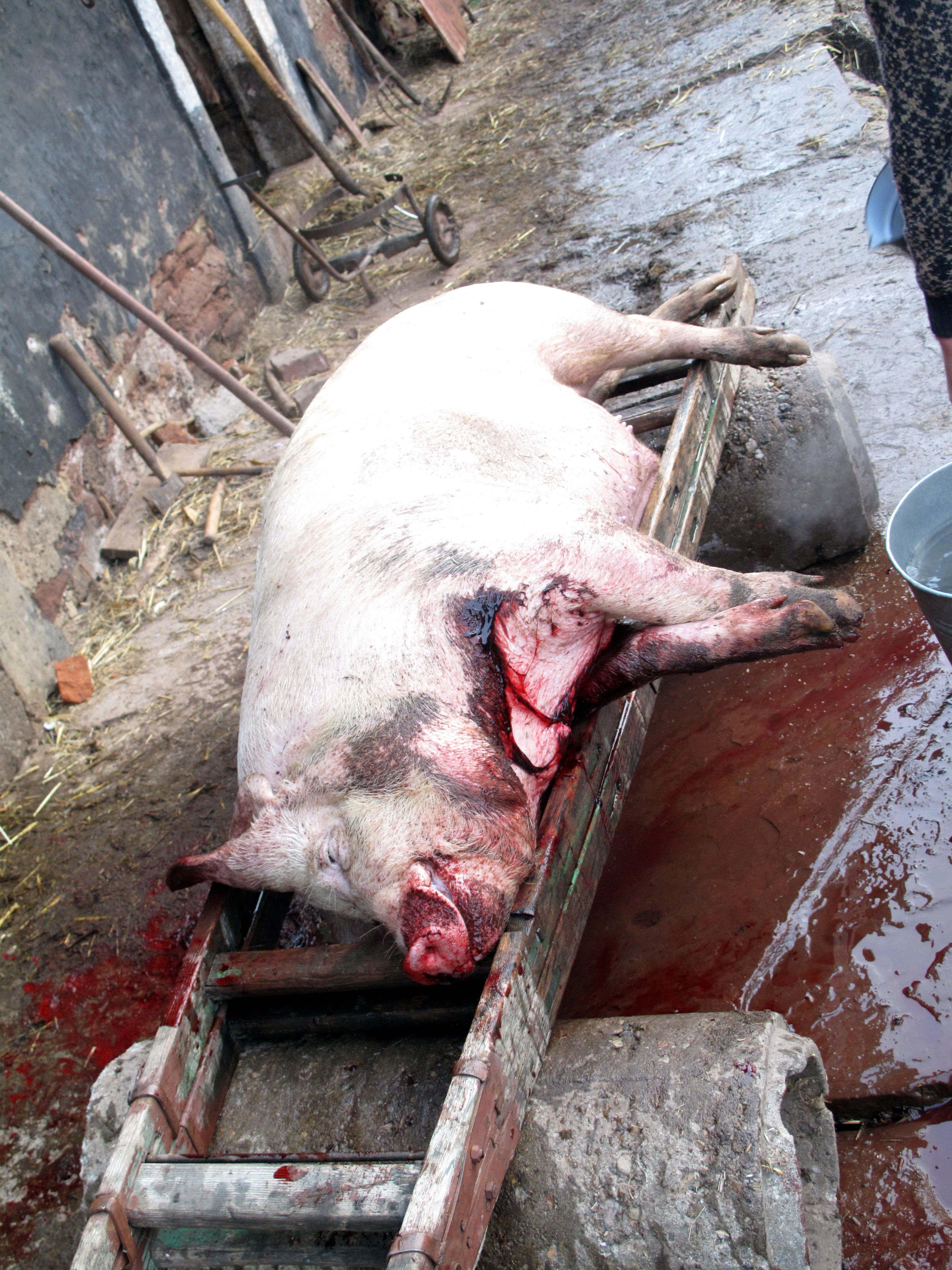
Một cảnh giết mổ lợn, ở các nước tiên tiến, ngay cả quy trình giết mổ động vật cũng phải tuân thủ những tiêu chuẩn khắt khe, đảm bảo động vật đó bị giết hại ít nhẫn tâm nhất

Đối xử tốt với động vật, còn được gọi đơn giản là welfarism hoặc quyền động vật, là vị trí mà về mặt đạo đức chấp nhận được đối với con người sử dụng động vật.Những ảnh hưởng xấu đến quyền lợi động vật được giảm thiểu càng nhiều càng tốt, không sử dụng các loài động vật với tất cả. Một ví dụ tư tưởng welfarist là tuyên ngôn Hugh Fearnley-Whittingstall, điểm 38 là: 
Hãy suy nghĩ về các loài động vật mà bạn sẽ ăn thịt chúng. Bạn làm thế nào chúng được xử lý? chúng đã sống tốt? chúng được cho ăn các loại thức ăn an toàn, thích hợp? Chúng đã được chăm sóc, được tôn trọng và được tiếp xúc? Bạn có muốn chắc chắn về điều đó? Có lẽ đó là thời gian để tìm hiểu thêm một chút về thịt bạn ăn đến từ đâu. Hoặc mua từ một nguồn mà đã có sự cam đoan với bạn về những điểm này
.
Động lực để cải thiện phúc lợi của động vật có thể xuất phát từ nhiều yếu tố bao gồm cả sự cảm thông, tiện ích, gen (đặc điểm di truyền), và các yếu tố văn hóa, động cơ có thể dựa trên lợi ích cánhân.Ví dụ, cải thiện phúc lợi trong sản xuất động vật có thể để đáp ứng nhu cầu của người tiêu dùng cho các sản phẩm từ hệ thống phúc lợi cao. Thông thường, mối quan tâm mạnh mẽ hơn với động vậtcó ích cho con người (vật nuôi) so với động vật hoang dã. Có một số bằng chứng cho thấy sự đồngcảm là một đặc điểm di truyền (gen nhu cầu).
Nhiều nghiên cứu đã tìm thấy phụ nữ có mối quan tâm lớn đối với động vật hơn nam giới, có thể là kết quả của nó là một đặc điểm lợi thế tiến hóa trong xã hội, nơi mà phụ nữ chăm sóc vật nuôi trong khi đàn ông săn bắn chúng. Nhiều phụ nữ có ám ảnh với động vật hơn nam giới. Nhưng ám ảnh động vật ít nhất một phần là do di truyềnxác định, và điều này cho thấy thái độ đối với động vật có một thành phần di truyền. Ngoài ra, phụ nữ tỏ sự cảm thông đối với động vật ở độ tuổi rất sớm, khi các ảnh hưởng bên ngoài không thể làmột lời giải thích đầy đủ.
Luật trừng phạt sự tàn ác với động vật có xu hướng không chỉ được dựa trên mối quan tâm phúc lợi,nhưng niềm tin rằng những hành vi có ảnh hưởng đối với xử sự của con người khác với những kẻlạm dụng động vật. Một lập luận chống lại sự tàn ác động vật được dựa trên thẩm mỹ. Yếu tố vănhóa ảnh hưởng đến mối quan tâm của người dân cho quyền động vật bao gồm sự giàu có, giáo dục,truyền thống, tín ngưỡng tôn giáo, tư tưởng chính trị.Sự thịnh vượng ở nhiều khu vực khiến ngườitiêu dùng dành các thu nhập để mua nhiều sản phẩm hơn từ hệ thống phúc lợi xã hội cao.
Sự thích nghi của hệ thống chăn nuôi hiệu quả kinh tế trong những khu vực này, tại các chi phí phúc lợi độngvật và các lợi ích của người tiêu dùng, cả hai đều là những nhân tố thúc đẩy nhu cầu về phúc lợi caohơn cho động vật trang trại. Một cuộc khảo sát năm 2006 kết luận rằng một phần lớn (63%) của côngdân EU cho thấy một số sẵn sàng để thay đổi vị trí thông thường của họ trong mua sắm để có thểmua nhiều hơn cho những sản phẩm đảm bảo quyền lợi động vật và sản phẩm thân thiện.Sự quan tâm đến quyền lợi động vật tiếp tục phát triển, ngày càng tăng bởi các phương tiện truyềnthông, tổ chức chính phủ và phi chính phủ, khối lượng nghiên cứu khoa học về quyền lợi động vật
cũng đã tăng lên đáng kể ở một số nước.

## Thực trạng

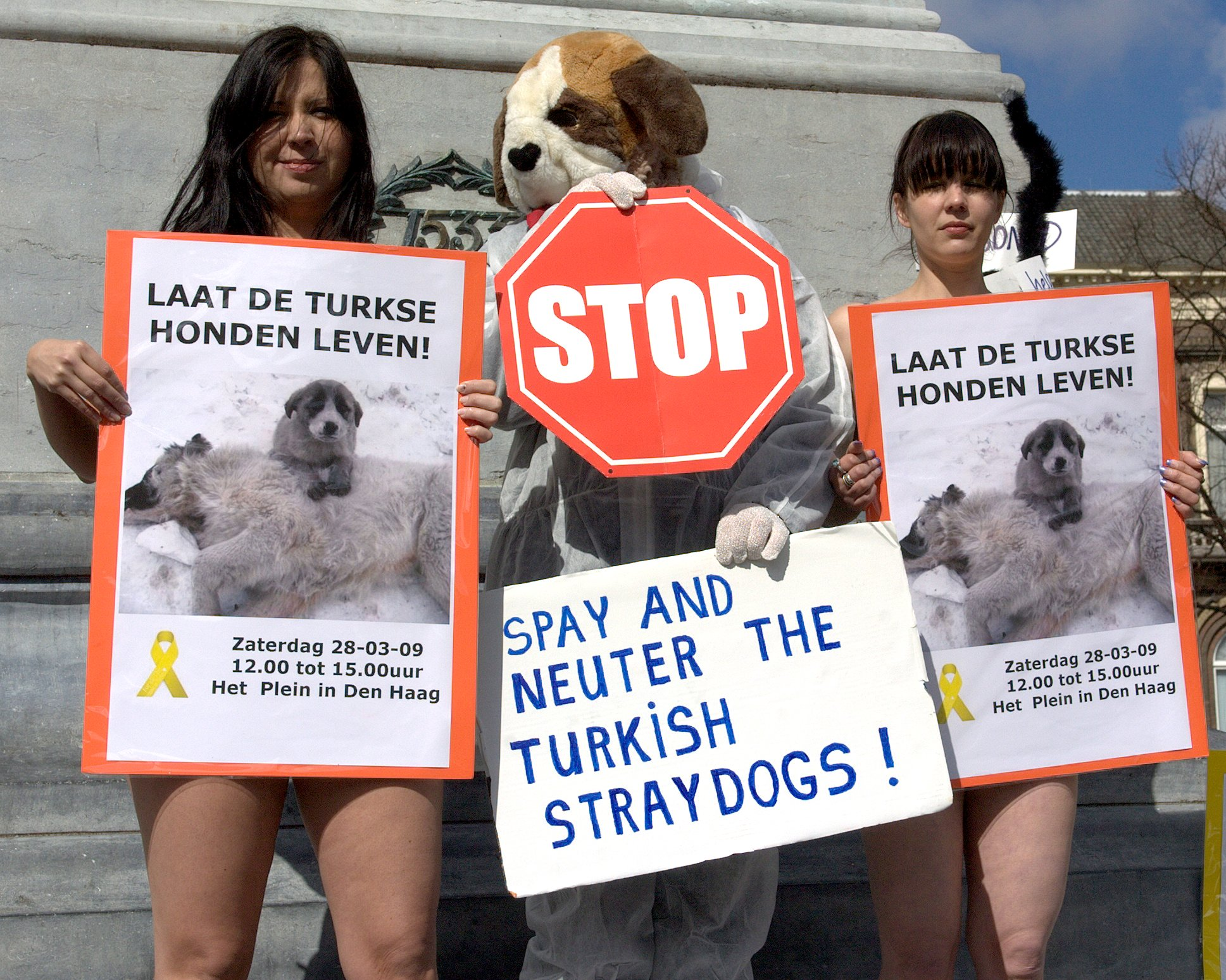
Biểu tình phản đối hành hạ súc vật và chó

Hiện nay, thực trạng nổi cộm về phúc lợi động vật gồm vật nuôi bị bỏ rơi, nạn buôn lậu chó để làm thịt diễn ra tại Việt Nam và nhiều nước châu Á, phúc lợi đối với động vật bị khai thác trong trang trại, phúc lợi đối với động vật hoang dã trong môi trường nuôi nhốt. Các vấn đề liên quan đến phúc lợi ba nhóm động vật là vật nuôi trong nhà, động vật trong trang trại và động vật hoang dã. Cả ba nhóm động vật nói trên đều đang bị đối xử tàn tệ, không được đảm bảo các nhu cầu sống tối thiểu để duy trì bản năng tự nhiên. Bên cạnh đó còn có các nghi lễ, lễ hội hiến tế động vật trong đó có màn giết động vật để hiến đế như heo, bò, trâu, cừu, dê, ngựa, gà.....
Ở Việt Nam, Một khi động vật thường chỉ xem như thực phẩm, thì khái niệm phúc lợi cho động vật vẫn là một khái niệm xa xỉ. Việc bảo vệ động vật ở Việt Nam đang dần có những chuyển biến đáng ghi nhận. Bên cạnh việc ngày càng có nhiều hội, nhóm hoạt động cứu trợ động vật trong nước và quốc tế, những hội thảo chuyên về động vật cũng đã được tổ chức thường xuyên hơn và gây được những kết quả đáng khích lệ. Giới trẻ Việt Nam ngày càng năng nổ trong các hoạt động vì động vật. Các nhóm hoạt động vì động vật ở Việt Nam hiện đang hướng đến các đối tượng là vật nuôi trong gia đình như chó, mèo... Trên thực tế, việc giết thịt chó, mèo ở Việt Nam vẫn đang diễn ra tràn lan, và là nỗi e ngại của các du khách khi đến thăm Việt Nam, ảnh hưởng tiêu cực đến hình ảnh một Việt Nam.
Liên minh các Tổ chức bảo vệ chó châu Á (ACPA) đã tổ chức hội thảo về việc chấm dứt buôn bán chó lấy thịt giữa Thái Lan và Việt Nam. Thành viên đến từ 4 quốc gia bao gồm Thái Lan, Việt Nam, Lào và Campuchia đã đồng thuận đưa ra khuyến nghị đối với Chính phủ về việc tạm ngừng vận chuyển chó vì mục đích thương mại từ nước này qua nước khác trong khoảng thời gian 5 năm để nghiên cứu tác động lên việc lây truyền bệnh dại. Cũng trong thời gian gần đây, việc vận động không sử dụng sừng tê giác, không giết hại động vật hoang dã đã có tác động tích cực đối với một bộ phận không nhỏ công chúng.
Trên thế giới đã có nhiều lễ hội, hoạt động liên quan tới sự tàn sát, đối xử ngược đãi động vật bị lên án và đã phải chấm dứt. Điển hình như Ấn Độ mới đây đã ra lệnh cấm hiến tế động vật vì tính chất độc ác và dã man của tập tục này. Ở Đan Mạch, Bộ trưởng Nông nghiệp đã ký một sắc lệnh cấm giết mổ gia súc phục vụ cho nghi lễ tôn giáo mà không gây mê chúng trước khi giết mổ. Lý do là: Quyền của động vật còn quan trọng hơn các nghi lễ tôn giáo. Chính phủ Australia đã cấm xuất khẩu cừu và gia súc còn sống sang Ảrập Xêút trong giai đoạn 1991-2000 sau khi hàng trăm con bị chết vì nắng nóng khi trên đường di chuyển tới vịnh Ba Tư.

## Pháp luật
Tại Hoa Kỳ, một đạo luật liên bang được gọi là Đạo luật giết mổ nhân đạo được thiết kế nhằm làm giảm sự đau đớn của động vật trong quá trình giết mổ. Ngày 5 tháng 11 năm 2002, cử tri Florida đã thông qua 10 sửa đổi, bổ sung về việc cấm giam giữ lợn có chửa trong các khung chuồng nhốt lợn chửa. Điều bổ sung sửa đổi thông qua một tỷ lệ tán thành 55% và 45% chống lại. Ngày 7 tháng 11 năm 2006, cử tri Arizona đã thông qua Dự luật 204 với sự tán thành là 62%. Biện pháp cấm giam giữ bê trong khung chuồng bê thịt và lợn nái nuôi trong khung chuồng mang thai.
Ngày 28 tháng 6năm 2007, Thống đốc Ted Kulongoski bang Oregon đã ký luật cấm giam giữ lợn trong các khung chuồng mang thai (SB 694, 74 Leg.) Ngày 14 tháng 5 năm 2008, Colorado Thống đốc Bill Ritter đã ký thành luật một dự luật SB 201, không sử dụng khung chuồng mang thai và khung chuồng bê thịt. Cũng trong năm 2008, California đã thông qua 2 dự luật, được gọi là "Đạo luật Phòng chống đối xử không tốt (Cruelty) với động vật trang trại" có hiệu lực bắt đầu vào năm 2015.

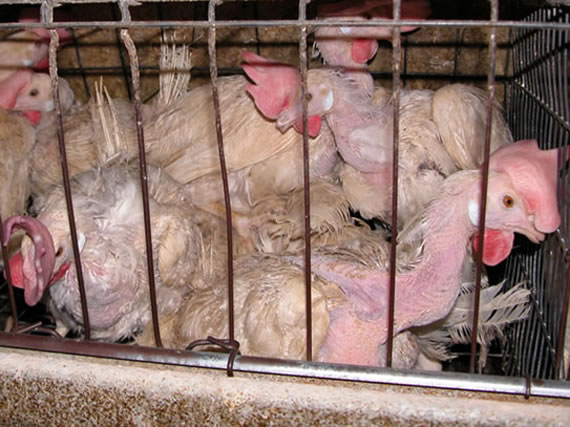
Nuôi gà công nghiệp

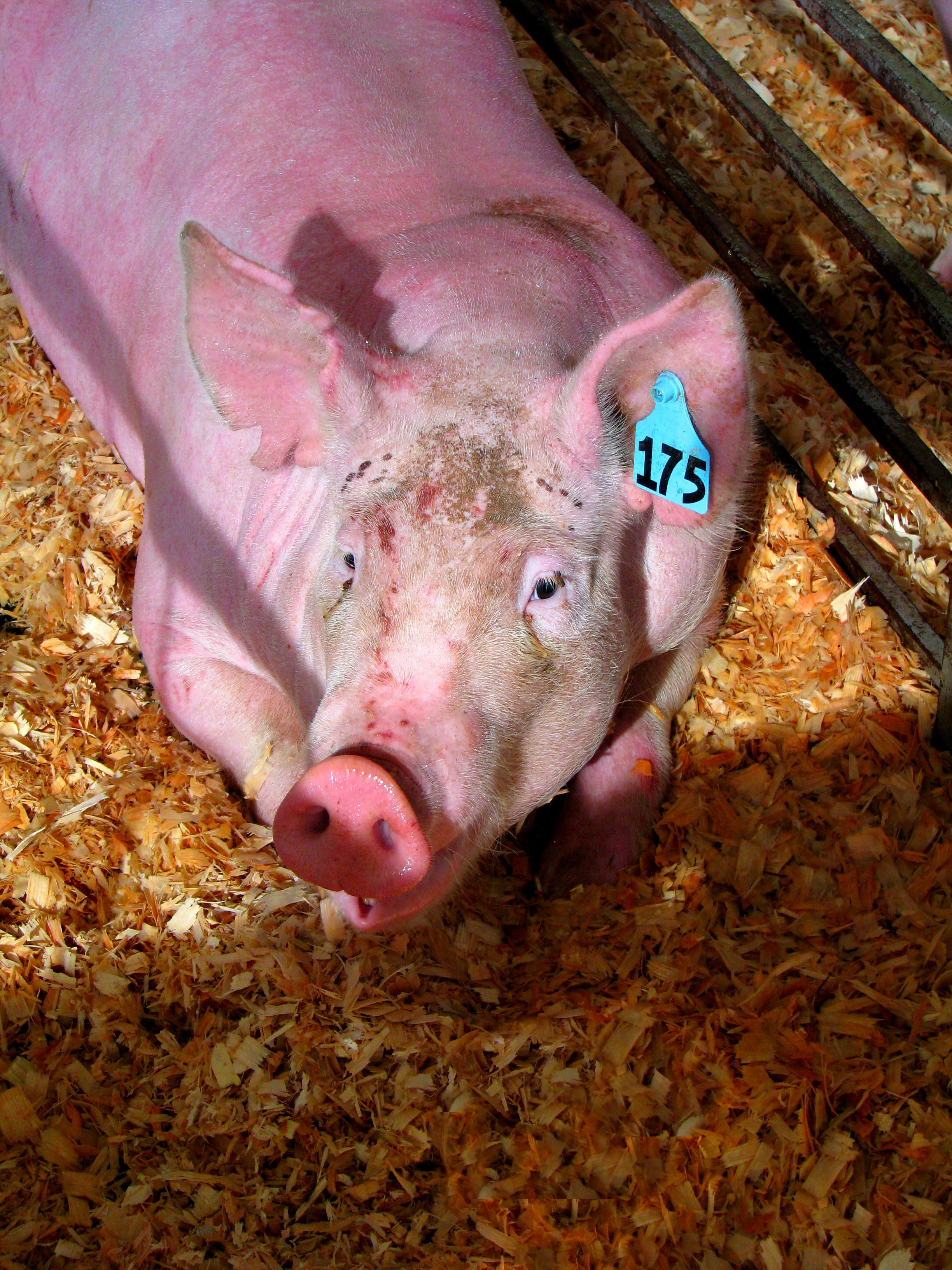
Chăm sóc heo

Pháp luật trong Liên minh châu Âu quy định việc làm giảm sự đau đớn cho động vật trong quá trình giết mổ. Đức,Thụy Điển và Áo cấm sử dụng các chuồng lồng cho gà đẻ trứng. Hội đồng Liên minh châu Âu ra Chỉ thị 1999/74/EC có hiệu lực vào ngày 1 tháng 1 năm 2012, quy định chuồng lồng thông thường cho gà mái đẻ sẽ bị cấm trong phạm vi toàn Liên minh.
Tại Mỹ, mỗi tổ chức có sử dụng động vật để nghiên cứu trong phòng thí nghiệm được liên bang tài trợ phải có một tổ chức chăm sóc động vật. Ban có nhiệm vụ tiến hành đánh giá sự chăm sóc động vật và việc sử dụng của tổ chức bao gồm các kết quả kiểm tra của các cơ sở được yêu cầu theo quy định của pháp luật. Ban phải đánh giá các bước thực hiện trước khi nghiên cứu có thể tiến hành. Điều này bao gồm nghiên cứu trên động vật trang trại.
Theo Viện Quốc gia (Health Office) thì quyền của động vật Phòng thí nghiệm là các nhà nghiên cứu phải cố gắng giảm thiểu căng thẳng ở động vật bất cứ khi nào có thể: "Động vật được sử dụng trong nghiên cứu và thử nghiệm có thể bị đau do bệnh gây ra, do thủ tục và độc tính của thuốc. Các chính sách về quyền động vật cho rằng thủ tục mà gây ra đau đớn tạm thời hoặc nhẹ hoặc đau nặng nên được thực hiện với thuốc an thần thích hợp, thuốc giảm đau, hoặc gây mê.
Tuy nhiên, nghiên cứu và thử nghiệm đôi khi liên quan đến cơn đau mà không được thuyên giảm bởi vì chúng sẽ ảnh hưởng tới các mục tiêu khoa học của nghiên cứu.Theo đó, các quy định liên bang yêu cầu xác định sự khó chịu với động vật sẽ được giới hạn là không thể tránh khỏi cho việc tiến hành các nghiên cứu khoa học có giá trị, và rằng không hỗ trợ sự đau đớn mà chỉ tiếp tục cho thời gian cần hoàn thành các mục tiêu khoa học. Hộiđồng hướng dẫn cách chăm sóc và sử dụng độ ng vật phòng thí nghiệm cũng phục vụ như là mộthướng dẫn để cải thiện phúc lợi cho động vật được sử dụng trong nghiên cứu ở Hoa Kỳ.
Các Liên đoàn hướng dẫn động vật cho các chăm sóc và sử dụng động vật nông nghiệp trong nghiên cứu và giảng dạy là một nguồn lực giải quyết các mối quan tâm phúc lợi trong nghiên cứu động vật trang trại. Động vật phòng thí nghiệm ở Mỹ cũng được bảo vệ theo Đạo luật quyền của động vật. Sở động vậtvà kiểm tra sức khỏe cây trồng nông nghiệp Hoa Kỳ (APHIS) thực thi Đạo luật quyền của động vật. APHIS kiểm tra các cơ sở nghiên cứu động vật thường xuyên và các báo cáo được công bố trực tuyến. Các vấn đề phúc lợi khác bao gồm chất lượng của các nguồn động vật và điều kiện chuồng trại.
Đối với pháp luật ở Việt Nam, mặc dù thuật ngữ phúc lợi động vật còn chưa được nêu ra tuy nhiên, Pháp lệnh Thú y của Việt Nam cũng quy định việc chăm sóc động vật và cơ bản phù hợp với các tiêu chí về quyền động vật và phúc lợi động vật, cụ thể là tại Điều 13 của Pháp lệnh Thú y có quy định về Chăm sóc sức khỏe cho động vật
- Vật nuôi trên cạn phải được bảo đảm các điều kiện sau đây:
  - Được cung cấp đầy đủ nước, thức ăn phù hợp với từng loài;
  - Có chuồng trại, dụng cụ chăn nuôi bảo đảm tiêu chuẩn vệ sinh thú y và phù hợp với từng loài vật nuôi;
  - Được phòng bệnh, chữa bệnh kịp thời.
- Vật nuôi dưới nước và động vật lưỡng cư phải được bảo đảm các điều kiện sau đây:
  - Được sống trong môi trường nước phù hợp đối với từng loài. Nguồn nước cung cấp vào nơi nuôi thủy sản phải đáp ứng các tiêu chuẩn môi trường, được xử lý sạch mầm bệnh và động vật truyền bệnh trung gian. Nguồn nước thải từ nơi nuôi phải được xử lý đạt tiêu chuẩn quy định;
  - Được cung cấp thức ăn đầy đủ và thích hợp cho từng loài, theo đúng quy trình kỹ thuật quy định. Thực hiện đúng chế độ xử lý, loại bỏ chất thải và vệ sinh, khử trùng dụng cụ chăn nuôi nhằm tránh lây nhiễm dịch bệnh từ nơi nuôi này sang nơi nuôi khác và từ bên ngoài vào nơi nuôi;
  - Phải thực hiện việc giám sát các tiêu chuẩn môi trường, theo dõi dấu hiệu dịch bệnh theo tần suất và phương pháp quy định nhằm phát hiện và xử lý kịp thời dịch bệnh ngay từ khi mới phát sinh;
  - Được phòng bệnh, chữa bệnh kịp thời.

## Trên thế giới
Trên thế giới có nhiều tổ chức bảo vệ động vật như:

### Toàn cầu
- Tổ chức Thú y thế giới (OIE): tổ chức liên chính phủ chịu trách nhiệm cho việc cải thiện sức khỏe động vật trên toàn thế giới. OIE đã được thành lập "cho mục đích của dự án công ích quốc tế liên quan đến việc kiểm soát dịch bệnh động vật, bao gồm cả những ảnh hưởng đến con người và thúc đẩy quyền động vật và thức ăn chăn nuôi an toàn".[32]
- Hiệp hội Bảo vệ động vật thế giới (WSPA): Chống lại sự tàn ác đối với động vật trên toàn cầu. Mục tiêu của WSPA bao gồm việc giúp mọi người hiểu tầm quan trọng của quyền động vật, khuyến khích các quốc gia cam kết thực hành thân thiện với động vật và xây dựng luận cứ khoa học để điềutrị tốt hơn đối với động vật. Họ cho rằng họ có tư cách tư vấn tại Hội đồng châu Âu và cộng tác với chính phủ các nước, Liên Hợp Quốc, Tổ chức Lương thực và Nông nghiệp thế giới (FAO) và Tổ chức Thú y thế giới (OIE)[33]

### Phi chính phủ
Có nhiều tổ chức ở Canada giúp bảo vệ quyền lợi động vật. Chúng bao gồm tất cả các loại động vật,động vật hoang dã, vật nuôi, động vật đồng hành, và các loài động vật hiếm, vườn thú. Ở Canada hầu hết các tổ chức phi chính phủ tổ chức phúc lợi động vật đóng góp rất nhiều vào sự nghiệp này.Các Tổ chức phi chính phủ như:
- Hội đồng chăm sóc trang trại (Animal Farm) quốc gia: Mục tiêu là tạo điều kiện thuận lợi cho sự hợp tác giữa tất cả các thành viên liên quan đến các vấn đề chăm sóc động vật trang trại, tạo điều kiện chia sẻ thông tin, truyền thông và giám sát các xu hướng và các sáng kiến trong cả hai thị trường trong nước và quốc tế.
- Hiệp hội Thú y Canada: Mang đến sự tham gia của thú y đối với chăm sóc sức khỏe động vật(AW). Mục tiêu là để chia sẻ mối quan tâm đến động vật với tất cả các thành viên của nghề nghiệp, với công chúng, với chính quyền các cấp và với các tổ chức khác như Liên đoàn của các xã hội nhân đạo Canada có mối quan tâm tương tự.
- Hội đồng Chăm sóc động vật Canada: Các tổ chức quốc gia chịu trách nhiệm giám sát việc chăm sóc và sử dụng động vật liên quan đến khoa học ở Canada.